# Ivan Lukov
Ivan Conev Lukov (Gabrovo, 22. kolovoza 1871. – Sofija, 17. travnja 1926.) je bio bugarski general i vojni zapovjednik. Tijekom Prvog svjetskog rata obnašao je dužnost načelnika Glavnog stožera, te zapovijedao 2. armijom na Solunskom bojištu.

## Vojna karijera
Ivan Lukov je rođen 22. kolovoza 1871. u Gabrovu. Sin je Cona Lukova i Denke Lukov rođ. Bojadžijev. Srednju školu pohađa u rodnom Gabrovu, Varni i Sofiji. Po završetku srednjoškolskog obrazovanja, u svibnju 1889. ulazi u vojnu službu, te 1891. diplomira na Vojnom učilištu u Sofiji. Te iste godine raspoređen je na službu u 20. pješačku dobrudžansku pukovniju, ali je već u prosincu dodijeljen floti. U kolovozu 1894. promaknut je u čin poručnika, te je premješten u 8. primorsku pješačku pukovniju gdje je zadužen za naoružanje. Godine 1895. počinje pohađati Viši časnički tečaj u Sofiji koji završava 1897. Te iste godine imenovan je pomoćnikom zapovjednika u 15. pješačkoj pukovniji, nakon čega je 1898. upućen na školovanje u Nikolajsku akademiju za stožerne časnike u Sankt Peterburg. Tijekom školovanja i boravka u Rusiji, u rujnu 1900., unaprijeđen je u čin satnika. 
Po povratku u Bugarsku, u siječnju 1902., dodijeljen je kao mlađi pobočnik stožeru 6. pješačke divizije. Navedenu dužnost obnaša do ožujka 1903. kada je imenovan časnikom u mobilizacijskom odjelu Glavnog stožera. U kolovozu 1903. imenovan je načelnikom stožera 2. brigade 4. pješačke divizije. Godine 1904. postaje zapovjednikom satnije u 8. pješačkoj pukovniji, da bi iduće, 1905. godine, bio članom bugarske delegacije koja je promatrala manevre u Francuskoj. Krajem te godine, u prosincu, imenovan je vojnim atašeom u Francuskoj, da bi istu dužnost obnašao od prosinca 1907. u Sankt Peterburgu. U međuvremenu je, u rujnu 1906., promaknut u čin bojnika.
Nakon povratka iz Rusije imenovan je starijim pobočnikom pri stožeru 8. tundžanske divizije. Istodobno zapovijeda i 2. bojnom 5. pješačke pukovnije. U lipnju 1910. postaje načelnik stožera 1. sofijske pješačke divizije kojom je zapovijedao Stefan Tošev. Tri mjeseca nakon tog imenovanja, u rujnu, unaprijeđen je u čin potpukovnika. Tijekom Prvog balkanskog rata ističe se u borbama kod Lozengrada i Luleburgaza i Bitki kod Čataldže. Član je bugarske delegacije u pregovorima o primirju s Osmanskim Carstvom, a nakon završetka rata predsjednik je komisije za razgraničenje između Srbije i Bugarske. U rujnu 1913. promaknut je u čin pukovnika, te imenovan ravnateljem Vojnog učilišta. Potom je u ožujku 1913., zbog sumnji da je sudjelovao u antivladinoj uroti, smijenjen s mjesta ravnatelja Vojnog učilišta, te je imenovan zapovjednikom 38. pješačke pukovnije smještene u Krdžali. Od svibnja 1915. zapovijeda 2. brigadom 3. pješačke divizije koju dužnost obnaša svega mjesec dana jer je u lipnju imenovan načelnikom stožera III. vojnoinspekcijske oblasti. 

## Prvi svjetski rat
Po objavi mobilizacije Lukov je imenovan načelnikom operativnog odjela Glavnog stožera. Nakon iznenadne smrti načelnika Glavnog stožera Konstantina Žostova u kolovozu 1916., 1. rujna 1916. imenovan je njegovim nasljednikom. Na navedenom mjestu rukovodi operacijama protiv Rumunjske koja je ušla u rat na strani Antante, kao i operacijama na Solunskom bojištu. U svibnju 1917. promaknut je u čin general bojnika. Dužnost načelnika Glavnog stožera obnaša do prosinca 1917. kada je smijenjen jer je došao u sukob s njemačkim saveznicima oko vođenja operacija. Imenovan je zapovjednikom 2. armije koju dužnost obnaša do kraja rata. U rujnu 1918. zajedno s Andrejom Ljapčevim i Simeonom Radevim čini bugarsku delegacija koja je potpisala Solunsko primirje kojim je Bugarska izišla iz rata.

## Poslije rata
Nakon završetka rata Lukin je u listopadu 1918. ponovno imenovan načelnikom Glavnog stožera. Navedenu dužnost obnaša do listopada 1919. kada je premješten u pričuvu. U siječnju 1920. unaprijeđen je u čin general poručnika. Od 1921., pa do 1923., predsjednik je Saveza pričuvnih časnika. Član je i političke organizacije Narodni sporazum, kao i Lige za zaštitu prava čovjeka.

Ivan Lukov preminuo je 17. travnja 1926. godine u 55. godini života u Sofiji. Bio je oženjen s Nevenom Grigorovom s kojom je imao jednog sina i dvije kćeri.

## Vanjske poveznice
(bug.) Ivan Lukov na stranici Boinaslava.net

(češ.)
Ivan Lukov na stranici Valka.cz

(rus.) Ivan Lukov na stranici Hrono.ru